# Saint-Calais
Saint-Calais is een gemeente in het Franse departement Sarthe (regio Pays de la Loire). De plaats maakt deel uit van het arrondissement Mamers. Saint-Calais telde op 1 januari 2022 2.969 inwoners.

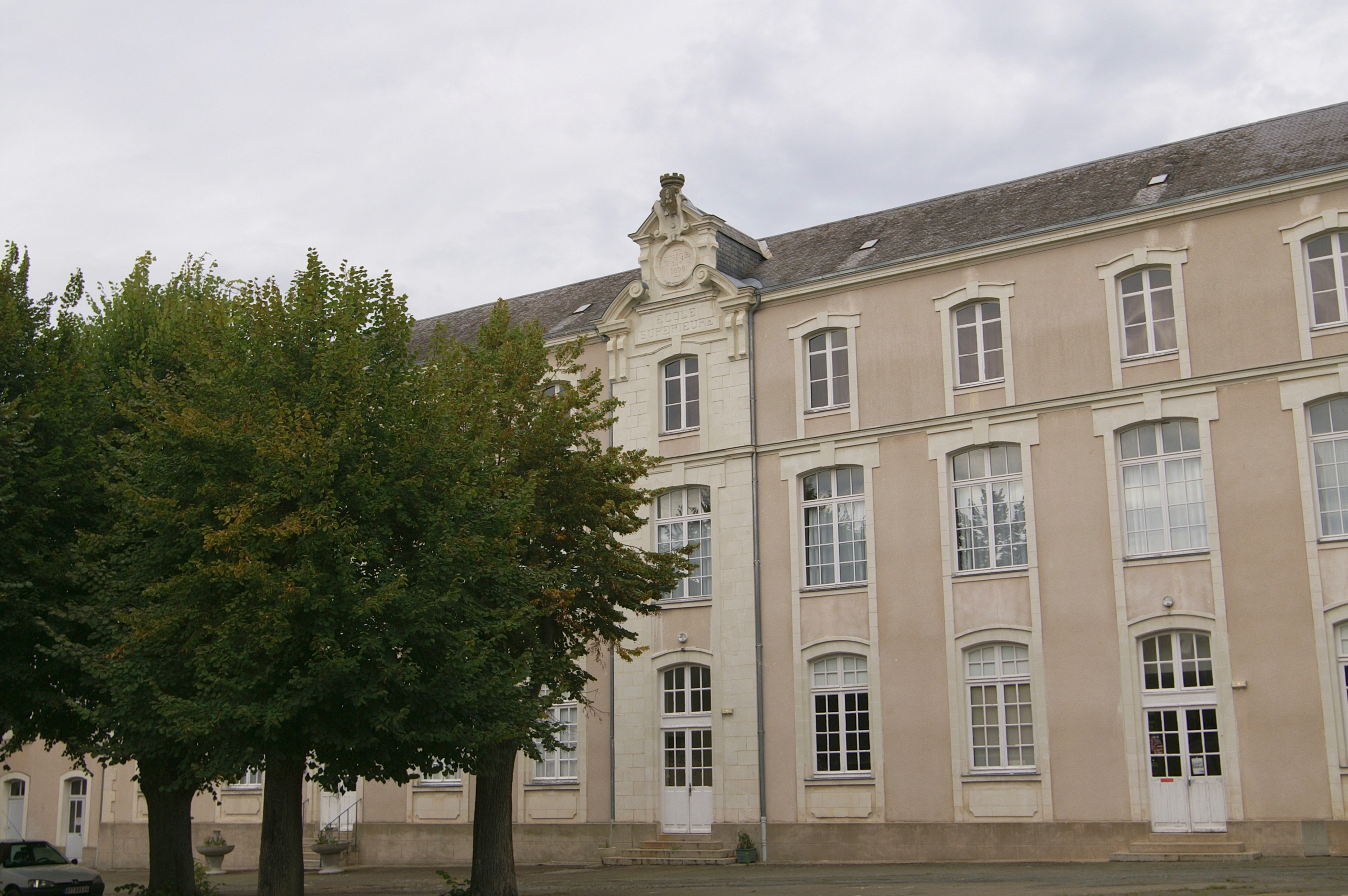
Collège Jules Ferry
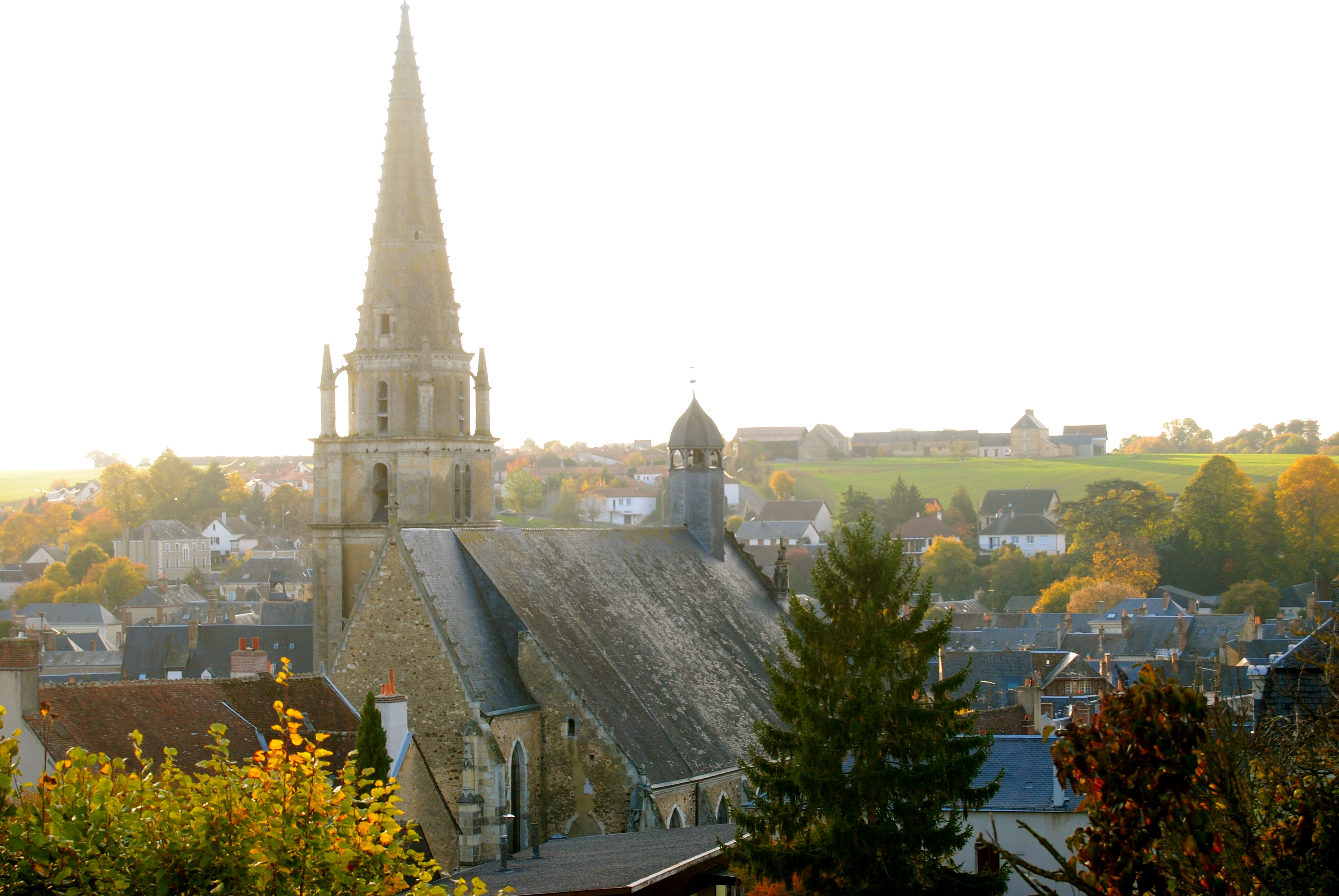
Kerk Notre-Dame de Saint-Calais

## Geografie
De oppervlakte van Saint-Calais bedroeg op 1 januari 2022 22,76 vierkante kilometer; de bevolkingsdichtheid was toen 130,4 inwoners per km².

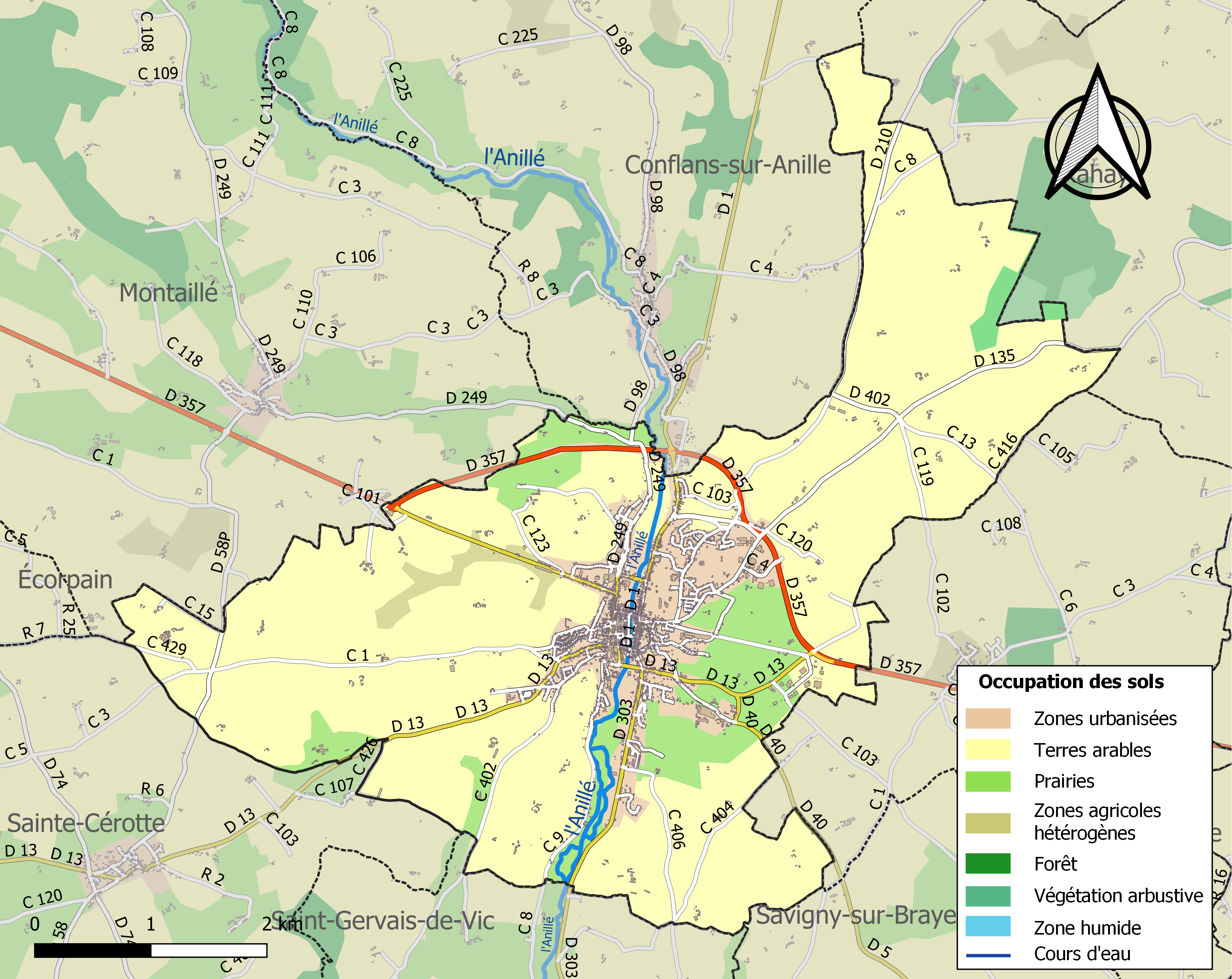
Kaart van de gemeente met de belangrijkste infrastructuur, bodemgebruik en omliggende gemeenten

## Demografie
Onderstaande figuur toont het verloop van het inwonertal (bron: INSEE-tellingen).